# Cadillac CTS
Pour les articles homonymes, voir CTS.
 (mai 2014).
La Cadillac CTS (CTS pour Catera Touring Sedan) est une routière de luxe fabriquée par le constructeur automobile américain Cadillac. Lancée en 2002, elle a la mission de remplacer la Catera, une Opel Omega rebadgée qui a fait un flop commercial. En 2007, Cadillac lance une seconde génération qui se distingue par un design davantage percutant et plus sportif afin de mieux concurrencer les modèles premium allemands. Elle est rejointe en 2009 par une version break Wagon seulement commercialisée en Europe, tandis qu'une version coupé est lancée courant 2010. En 2014, la troisième génération avec des prestations plus technologiques est lancée.
Malgré l'adaptation spécifique de ses modèles pour l'Europe, la diffusion de la CTS et plus généralement de Cadillac y reste confidentielle, notamment à cause du faible nombre de points de vente et de l'absence de communication commerciale.

## Première génération (2003-2007)

### Présentation
La Cadillac CTS est présentée comme le modèle de remplacement de la Cadillac Catera, en 2002. Elle est conçue pour concurrencer la Lincoln LS avant que celle-ci soit remplacée par la plus petite Lincoln Zephyr (elle-même ensuite remplacée par la Lincoln MKZ).
Dessiné par Wayne Cherry, la CTS montre un style très anguleux, taillé a la serpe, que Cadillac appelle Art and Science, et qui est présenté par le concept-car Evoq. Des jantes de 16 pouces sont montées en série, tandis que les versions Premium et Sport reçoivent des jantes plus larges.
La CTS utilise une nouvelle plate-forme, dénommée Sigma, entièrement revue par rapport à l'ancien châssis de la Catera. Les suspensions avant et arrière indépendantes utilisent des bras plus longs dont le débattement procure plus de confort sur la route. La direction à crémaillère est rattachée au berceau avant pour plus de précision. Le freinage à quatre disques utilise le système Stabilitrak. Ce système permet au conducteur de ne pas perdre le contrôle de son véhicule. On parle plus souvent, désormais, d'ESP. Cadillac propose deux boîtes de vitesses sur la CTS : une Getrag manuelle à cinq rapports et une automatique Hydramatic.
Présentée au début 2002 en tant que modèle 2003, la berline CTS a été construite sur la nouvelle plate-forme Sigma à traction arrière de GM et arborait une suspension entièrement indépendante. Il s'agit de la première Cadillac à être proposée avec une boîte manuelle depuis la Cimarron de 1988. La CTS a été conçue en remplacement de la Catera basée sur une Opel. Wayne Cherry et Kip Wasenko ont conçu l'extérieur de la CTS de première génération et ce véhicule a marqué les débuts de la production du langage de conception "Art et Science" vu pour la première fois sur le concept car Evoq. Les véhicules CTS sont construits à l'usine Lansing Grand River Assembly de GM à Lansing, au Michigan.
Alimenté à l'origine par un V6 LA3 de 3,2 L produisant 223 ch (164 kW), la CTS a reçu en 2004 un V6 DOHC de 3,6 L avec distribution variable en option, produisant 259 ch (190 kW) et 342 N m de couple. Le moteur 3,2 L a cessé d'être produit en 2005, lorsqu'une nouvelle version 2,8 L du DOHC V6 a fait ses débuts dans une version d'entrée de gamme de la CTS. En Europe, le 2,8 L a remplacé le précédent moteur 2,6 L d'entrée de gamme.
À l'origine, la CTS était proposée avec la boîte automatique 5L40-E à cinq vitesses de GM ou une boîte manuelle Getrag 260 à cinq vitesses. Pour l'année modèle 2005, la Getrag a été remplacée par une Aisin AY-6 à six vitesses.
En 2004, GM a présenté la CTS-V, une version haute performance de la CTS destinée à rivaliser avec les berlines de luxe telles que la BMW M3/M5, l'Audi S4/S6 et les AMG Mercedes-Benz de classe C et E. Les CTS-V de 2004 et 2005 étaient équipées du V8 LS6 de 5,7 L (406 ch à 6 000 tr/min et 536 N m à 4 800 tr/min), une boîte manuelle Tremec T56 à 6 vitesses, des rotors de 14 pouces et en plus des étriers Brembo de 4 pistons avant et arrière, améliorations de la suspension (raideur des ressorts plus élevée, barres anti-roulis plus rigides, deux ensembles d'amortisseurs disponibles) et changements extérieurs subtils. Au fur et à mesure que le LS6 était éliminé, les CTS-V de 2006 et 2007 ont reçu le V8 LS2 de 6,0 L, qui portait les mêmes puissances et couples (avec un couple maximal atteint 400 tr/min plus tôt).
Un prototype de break CTS de première génération a été fabriqué mais il n'a jamais été mis en production.

### Motorisations
Elle est uniquement équipée de moteurs essences :
- V6 2,6 L, 184 ch (135 kW) (2002 - 2005) ;
- V6 2,8 L, 218 ch (160 kW) (2005 - 2007) ;
- V6 3,2 L, 221 ch (163 kW) (2002 - 2005) ;
- V6 3,6 L, 261 ch (192 kW) (2005 - 2007) ;
- V8 5,7 L, 406 ch (298 kW) (2004 - 2005) ;
- V8 6,0 L, 406 ch (298 kW) (2005 - 2007).

Elle était équipée de boîtes manuelles à cinq ou six vitesses et d'une boîte auto à cinq rapports.

## Deuxième génération (2008-2013)

### Présentation

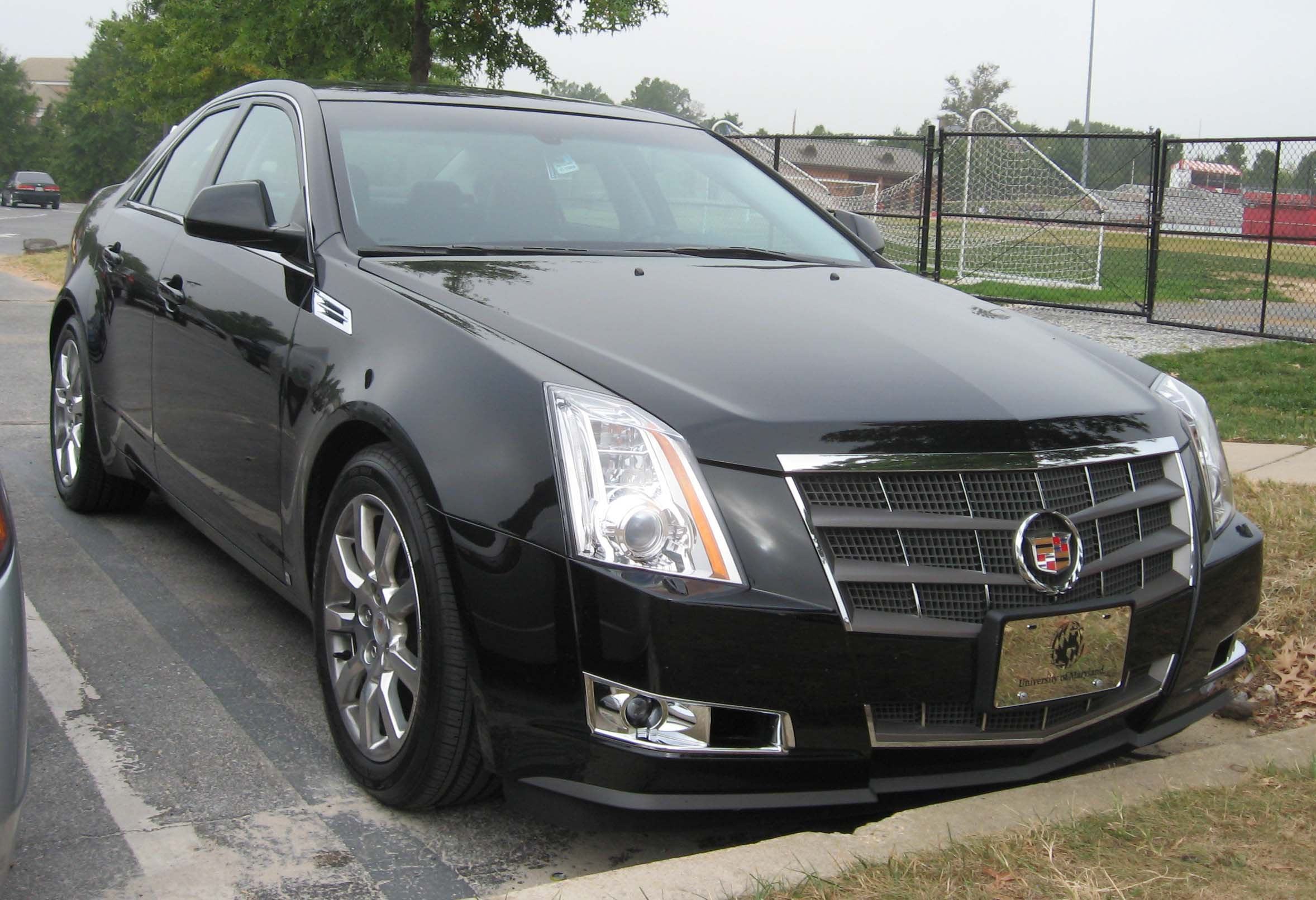
2008 CTS

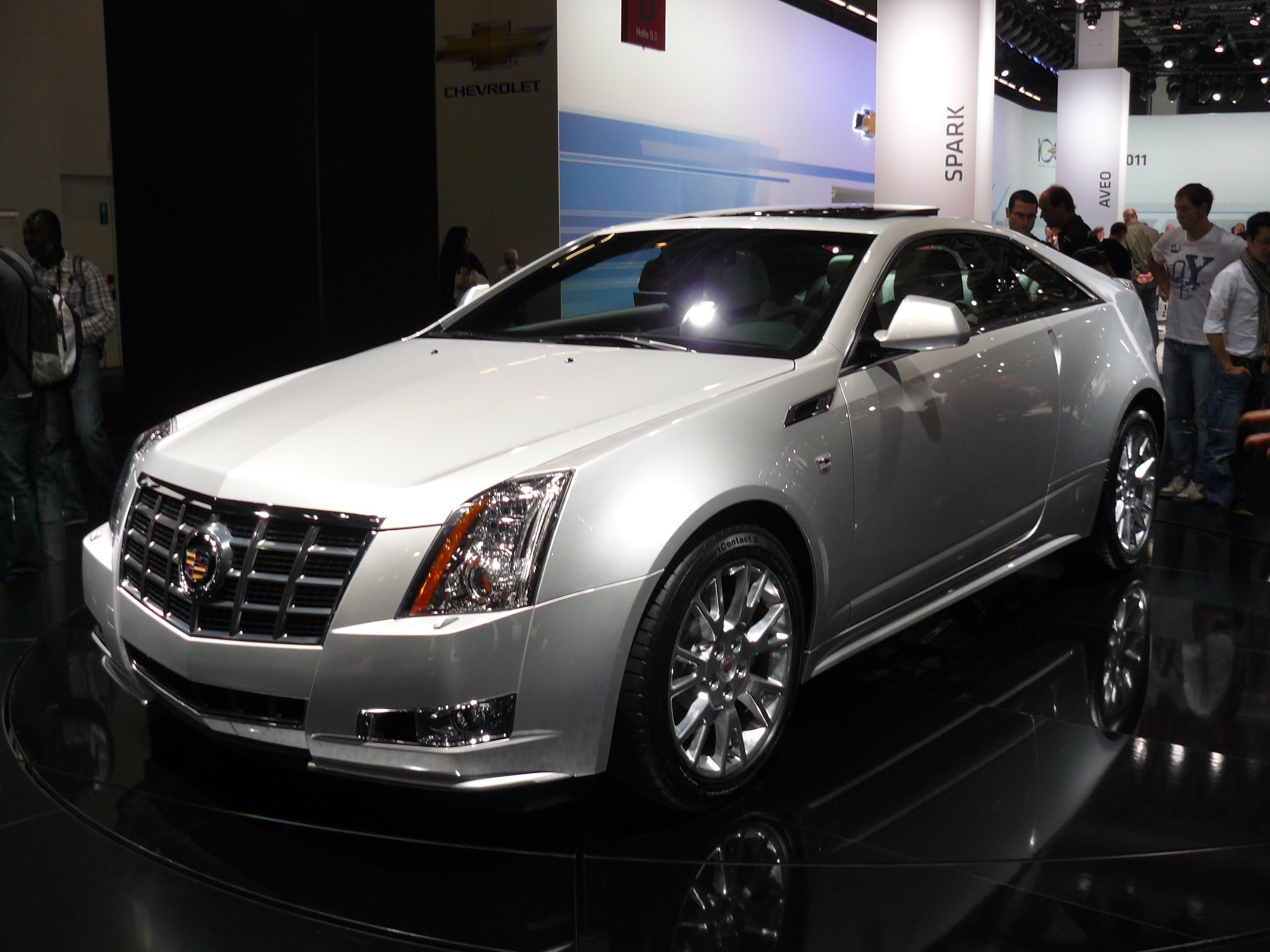
Cadillac CTS Coupé au Salon de Francfort 2011

Fin 2007, Cadillac commercialise la seconde génération de CTS. Lancée en berline, elle se déclinera à partir de 2009 en break et en coupé. Le projet d'une version Diesel sera au contraire annulé.
GM a dévoilé la toute nouvelle CTS de 2008 au Salon international de l'automobile d'Amérique du Nord (North American International Auto Show) en janvier 2007. Le modèle de base de 2008–2009 comportait un V6 LY7 de 3,6 L avec 267 ch (196 kW) et 343 N m de couple reporté de la génération précédente. Un deuxième moteur, un nouveau moteur V6 VVT de 3,6 L à injection directe avec 308 ch (227 kW) et 370 N m de couple a également été offert. Pour 2010, le moteur de base est passé à un V6 de 3,0 L à calage variable des soupapes (VVT) avec 274 ch (201 kW) et 304 N m de couple. Une transmission manuelle à 6 vitesses était un équipement standard sur la deuxième génération de CTS et la transmission automatique Hydra-matic 6L50 à 6 vitesses de GM était disponible en option sur toutes les variantes. La traction intégrale à la demande était offerte avec les deux moteurs lorsqu'ils étaient équipés d'une transmission automatique. Les améliorations de la suspension, du freinage et de la direction de la génération précédente de CTS-V ont été conçues dans la nouvelle CTS[réf. nécessaire].
La CTS de deuxième génération était plus large et plus long que l'original, mesurant 4 867 mm de long, 1 842 mm de large et 1 473 mm de hauteur. L'empattement est resté inchangé à 2 880 mm, mais avec une voie avant/arrière plus large de 1 570⁄1 575 mm, offerte par la plus grande STS. Les autres changements comprenaient un extérieur remanié, avec une nouvelle calandre plus grande, des phares et des feux arrière plus minces, des bouches d'aération latérales situées à l'avant des portes avant et de nouvelles roues de 18 pouces à neuf rayons, entourant de plus grands étriers de frein et des rotors haute performance. Les fonctionnalités disponibles sur la CTS de deuxième génération comprennent un système de son surround Bose 5.1, le système ESC Stabilitrak de GM, un système de surveillance de la pression des pneus, un système de navigation avec des données de trafic et de météo en temps réel, un disque dur intégré de 40 Go pour le stockage de musique, des phares pivotant et démarrage à distance.
En 2008, General Motors a choisi la CTS pour relancer la marque Cadillac en Australie et en Nouvelle-Zélande. Cependant, au début de 2009, au milieu de la crise financière mondiale, une décision de dernière minute a été prise de ne pas poursuivre le lancement. En conséquence, un petit lot de voitures qui avait déjà été expédié en Australie a été transféré en Nouvelle-Zélande et vendu via certains concessionnaires GM Holden. En raison de leur popularité, certains concessionnaires ont recherché d'autres modèles aux spécifications du marché britannique.
Au cours de l'année-modèle 2010, les badges GM ont été abandonnés, bien que les modèles de début 2010 en aient encore.
Pour la CTS de 2012, la calandre avant a utilisé des matériaux de meilleure qualité pour donner un design plus vertical, et le logo Cadillac a été subtilement changé pour donner une apparence plus vibrante. Le plus gros changement concerne le moteur. Bien que gardant la même cylindrée de 3,6 litres, le V6 a pu produire 327 ch (241 kW) tout en perdant du poids grâce à des moteurs internes modifiés. Pour 2012, GM a également offert de nouvelles technologies et des ensembles d'options avec la Cadillac CTS.

### Coupé

#### CTS Coupé Concept (NIAS 2008)

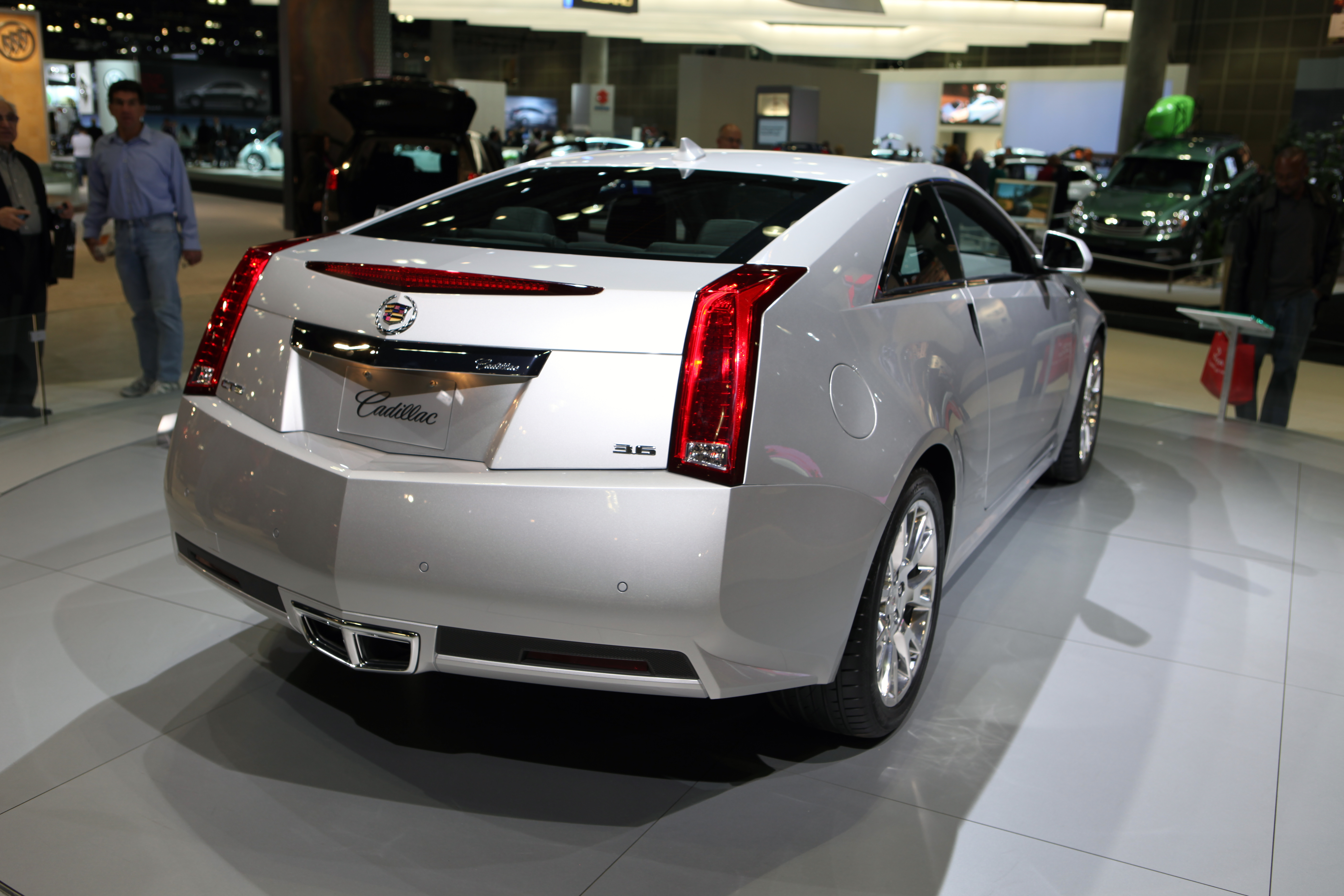
2011 CTS Coupé

Lors du New York International Auto Show édition 2008, Cadillac a présenté un prototype de coupé sur base de la seconde génération de CTS.

#### CTS Coupé de série (2010- )
C'est en novembre 2008 que Cadillac a présenté la version définitive du coupé CTS lors du salon de Los Angeles. Elle sera vendue courant 2010 avec le V6 3,6 litres de 304 ch, en attendant la CTS-V fin 2010.
Au Salon international de l'auto de l'Amérique du Nord 2008 à Détroit, General Motors a dévoilé une version concept coupé de la CTS, aux côtés de la nouvelle berline de performance CTS-V. Le dévoilement du coupé a surpris les médias et le public, détournant beaucoup l'attention du CTS-V. En novembre 2009, la version de production a été dévoilée dans un communiqué de presse. Le coupé est entré en production au printemps 2010 pour être vendu en août 2010 en tant que modèle 2011. La conception du modèle de production est très similaire au concept, les montants B étant toujours supprimés. Le moteur standard était un V6 à injection directe de 3,6 L d'une puissance de 308 ch (227 kW). Comme la berline, des transmissions manuelles et automatiques à six vitesses, en configuration propulsion ou 4x4, étaient disponibles. Un coupé CTS-V a été présenté pour la première fois au Salon international de l'auto de l'Amérique du Nord 2010 à Détroit. Le coupé CTS était le premier coupé de Cadillac depuis l'Eldorado, qui a été abandonné en 2002. Le coupé CTS a été abandonné après l'année modèle 2014, et le coupé CTS-V a été abandonné après l'année modèle 2015.

### Sport Wagon

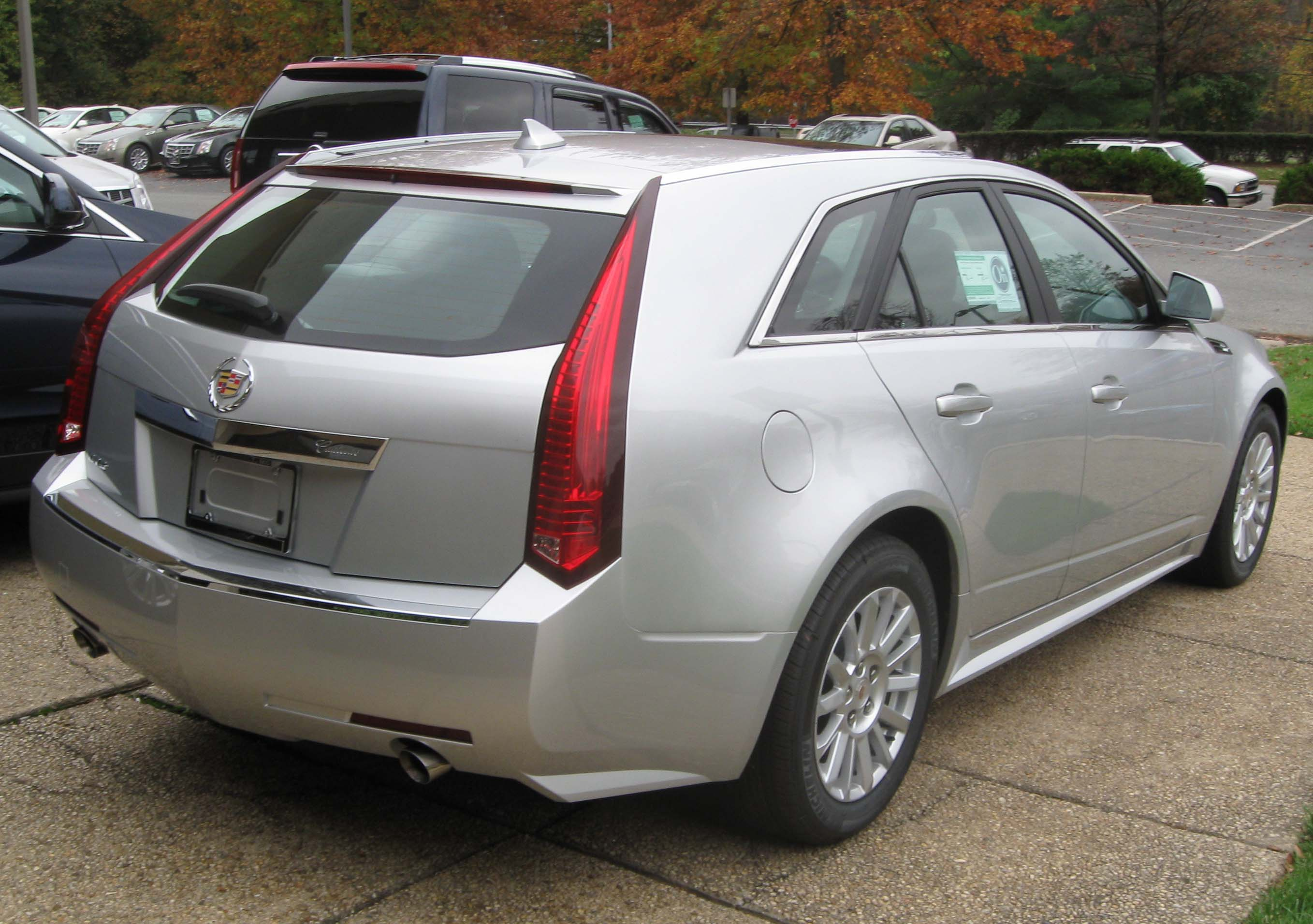
2010 CTS Wagon

La CTS deuxième génération disposera d'une version break, appelée SportWagon, alors que la première version n'existait qu'en berline. Présentée officiellement lors du Pebble Beach Concours d'Elegance en Californie en août 2008, elle sort pour l'été 2009 en Amérique du Nord. Elle sera équipée de deux moteurs essence : un V6 3 litres de 270 ch et le V6 3,6 litres VVT de 304 ch.
Au concours d'élégance de Pebble Beach 2008, Cadillac a présenté la CTS Sport Wagon de 2010. Le break est devenu disponible fin 2009 en tant que modèle 2010. Une version CTS-V a été ajoutée pour 2011.
La CTS Sport Wagon est disponible en versions à traction arrière ou à traction intégrale, et est propulsé par un moteur V6 DOHC de 3,0 litres ou un V6 de 3,6 litres avec calage variable des soupapes. Le moteur de 3,0 litres produit 274 ch (201 kW), et le 3,6 litres produit 308 ch (227 kW).
La voiture est conçue principalement pour le marché européen, où dans certains pays, les breaks sont préférés aux berlines[réf. nécessaire].
Avec la troisième génération, Cadillac a cessé la production du break CTS.
En 2008, Motor Trend a nommé la CTS voiture de l'année.

### Motorisations
Berline
Cette deuxième génération adopte les deux mêmes moteurs essence que la première CTS mais en ajoutant l'injection directe et remplace celui de la CTS-V :
- V6 2,8 L, 214 ch (157 kW) (2007 -), Europe uniquement ;
- V6 3,6 L, 267 ch (196 kW) (2007 - 2009) ;
- V6 3,0 L VVT, 274 ch (201 kW) (2009 -) ;
- V6 3,6 L VVT, 308/315 ch (227 kW/ 232 kW) (2007 -) ;
- V8 6,2 L, 564 ch (415 kW) (2008 -) pour la CTS-V.

Les V6 3,0 L et 3,6 VVT peuvent recevoir une transmission intégrale "AWD",
Ces cinq moteurs sont autant disponibles en boîte manuelle qu'en automatique.
Break
La version break est disponible avec deux moteurs :
- V6 3,0 L VVT, 274 ch (201 kw) ;
- V6 3,6 L VVT, 308 ch (227 kW).

Une version CTS-V du break est prévue pour la fin 2010.
Coupé
La version coupé est disponible avec deux moteurs essences :
- V6 3,6 L VVT, 308 ch (227 kW) ;
- V8 6,2 L, 564 ch (415 kW) pour la CTS-V.

## Troisième génération (2014-2019)
Le 26 mars 2013, Cadillac a dévoilé la troisième génération de son modèle phare, la CTS. Cette nouvelle génération embarque des moteurs essence 2,0 L turbo, V6 3,6 L (venu de l'ATS) ou un nouveau V6 Bi-turbo de 426 ch (313 kW) et 583 N m de couple. Ce dernier est seulement disponible dans la variante CTS Vsport, comblant l'espace entre le 3,6 L V6 et le modèle haute performance CTS-V.
Bien que Cadillac ait réutilisé le nom CTS, cette troisième génération est en réalité plus proche de l'ancienne STS de par sa taille et son positionnement plus premium.

### Design
Le dessin extérieur, dans la lignée du nouveau code stylistique Cadillac inauguré par l'ATS, est signé Bob Boniface et Robin Krieg. L'intérieur fut réalisé par Eric Clough.

### Production
General Motors a démarré la production de la CTS année modèle 2014 le 16 septembre 2013. Les ventes ont quant à elles commencées le mois suivant, en octobre 2013.

### Avis et critiques
Motor Trend a nommé la voiture 2014 Car of the Year. Pour les besoins de son enquête, le magazine a acheté un modèle CTS (finition Vsport) pour un test de long terme, en conditions réelles. Motor Trend a mis en avant les performances et les qualités dynamiques de la voiture mais a critiqué son interface multimédia "CUE" souffrant de lenteurs et de quelques bugs électroniques.
Dans un essai comparatif entre 4 modèles du segment mené par le magazine Car and Driver en décembre 2013, la CTS 3,6 L est arrivée deuxième. L'article a félicité le travail de Cadillac porté sur le comportement routier, son freinage et son poids réduit par rapport à l'ancienne génération "[La CTS] est la seule berline du groupe GM qui ne montre pas ses limites en conduite "poussée", en fait elle invite son conducteur à repousser ses limites." Cependant les critiques ont concerné le moteur à propos de sa sonorité déplaisante dans les hauts régimes et de sa consommation importante ainsi que le système d'infotainment "CUE".
Les clients ont été moins enthousiastes notamment à cause d'un prix bien supérieur à celui de la précédente génération, en adéquation avec son positionnement plus haut de gamme. Pour encourager les ventes, Cadillac a appliqué d'importantes remises sur ses CTS 2014 et a revu ses tarifs de base à la baisse en 2015.

### Groupes motopropulseurs
Tous les moteurs disponibles dans la CTS de 2014 sont construits à partir de blocs et de têtes en fonte d'aluminium et utilisent l'injection directe et le calage variable des soupapes.
Pour l'année-modèle 2016, la transmission automatique à 6 rapports 6L45 a été remplacée par la nouvelle transmission automatique à 8 rapports 8L45, le 8L45 prenant également la relève avec le V6 3,6 L atmosphérique de la transmission automatique Aisin TL-80SN à 8 rapports. Les modèles V-Sport continueront d'utiliser l'Aisin TL-80SN à 8 vitesses. Un nouveau V6 de 3,6 L, le LGX, a remplacé le V6 de 3,6 L LFX.

#### Galerie

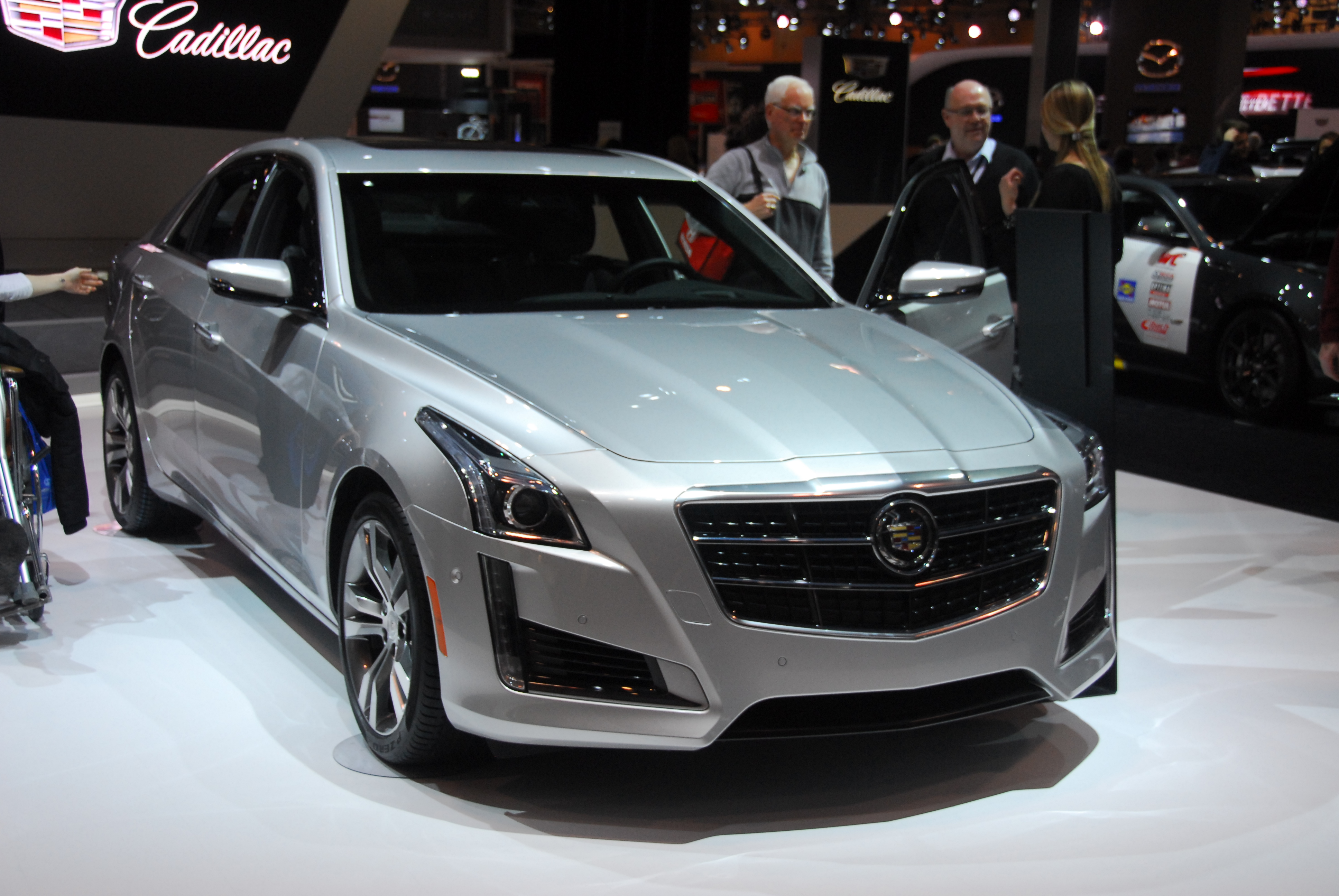
Cadillac CTS vue avant
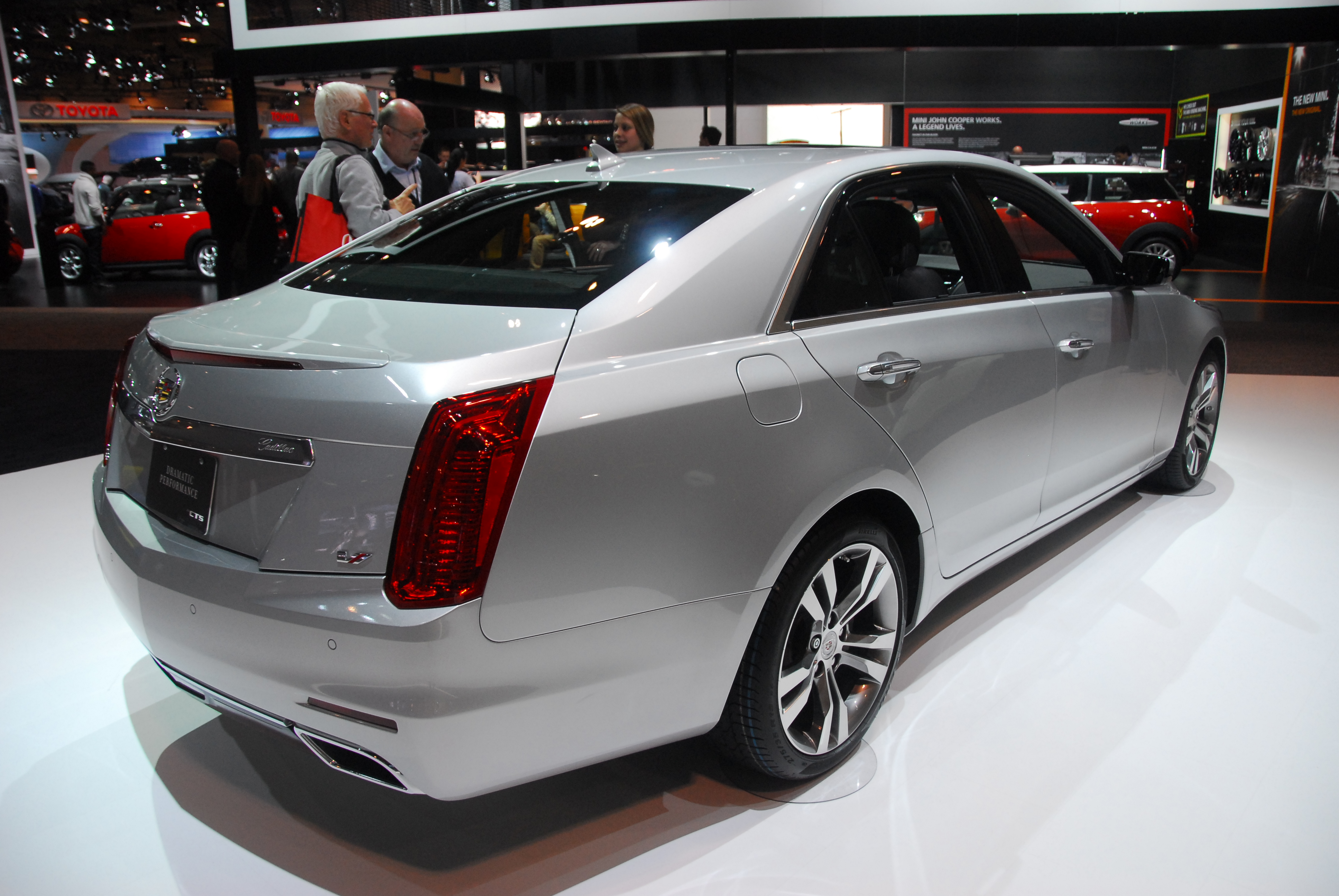
Cadillac CTS vue arrière
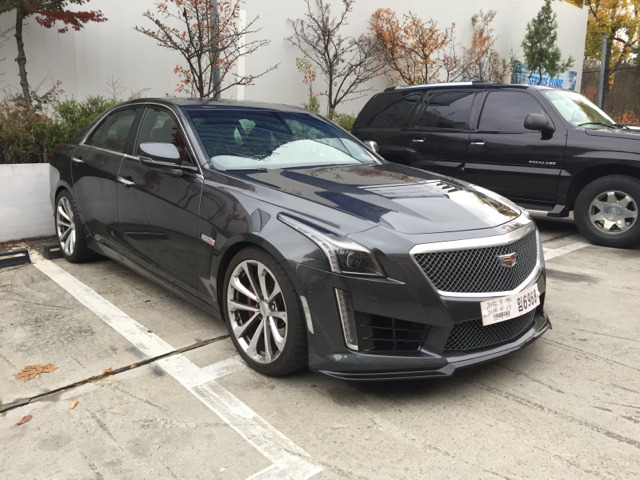
Cadillac CTS-V vue avant
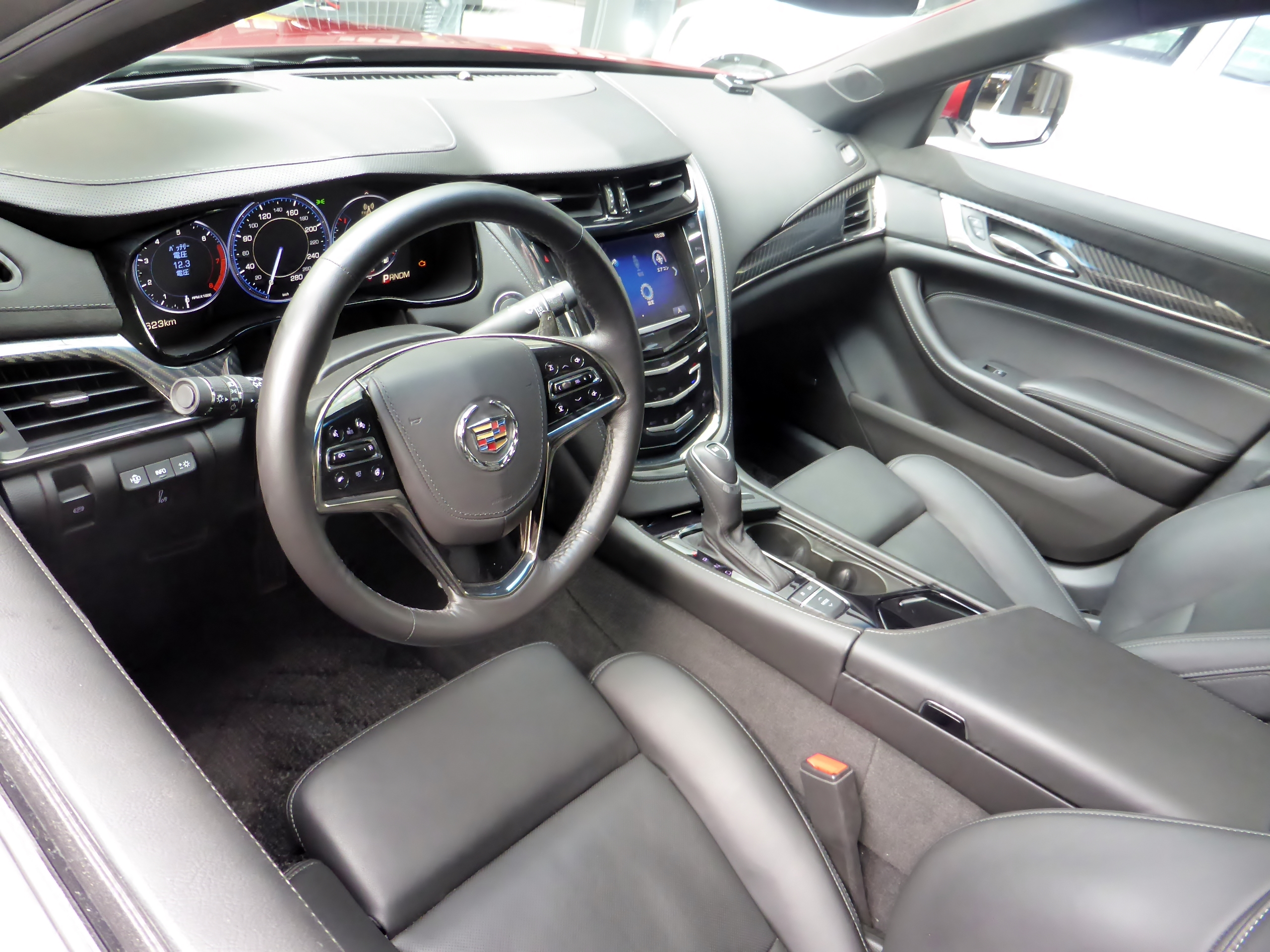
Cadillac CTS vue intérieure

## Récompenses
Au cours de sa première année de production, la CTS de première génération a été nommée pour le prix de la voiture nord-américaine de l'année 2002. Les CTS/CTS-V de génération 2 ont remporté les Driver's Choice Awards de MotorWeek pour la «Meilleure berline sport» en 2008 et 2009. La CTS de deuxième génération a remporté le prix de la voiture de l'année Motor Trend 2008 et a été choisie comme l'une des 10 voitures les plus performantes de Car and Driver,.
En 2009, les CTS et CTS-V de deuxième génération ont été choisies pour la liste Car and Driver des 10 meilleures, faisant de la CTS la première Cadillac à être choisie deux fois au cours des années consécutives. En 2010, la CTS et la CTS-V de deuxième génération sont revenues sur la liste Car and Driver des 10 meilleures sous le titre "Peut-être la meilleure voiture américaine jamais fabriquée". La CTS-V a de nouveau figuré sur la liste Car and Driver des 10 meilleures en 2011 et 2012,.
La CTS de troisième génération a remporté le prix de la voiture de l'année Motor Trend 2014 et a été nommée sur la liste Car and Driver des 10 meilleures,,. Toujours en 2014, la CTS s'est classée au premier rang des voitures intermédiaires haut de gamme selon U.S.News & World Report.

## Commercialisation
Le succès de la CTS a été attribué en partie au placement de la voiture dans le film d'action de science-fiction de 2003 Matrix Reloaded. Les producteurs du film recherchaient une voiture qui compléterait l'atmosphère du film. General Motors a suggéré la CTS alors inédite aux cinéastes, qui ont accepté; dix prototypes endommagés à différents degrés ont été utilisés pour représenter la voiture du héros du film, une CTS argentée.

## CTS-V
La Cadillac CTS-V est une version haute performance de la Cadillac CTS. La série CTS-V comprend trois styles de carrosserie, tous dotés d'un moteur à poussoir OHV V-8 et d'une suspension à réglage sportif. La berline CTS-V à quatre portes a été introduite en 2004, et le break et le coupé sport CTS-V ont été introduits en 2010 pour l'année modèle 2011. La berline est en concurrence sur le marché de la consommation en Amérique du Nord contre d'autres berlines de luxe haute performance et «fait écho» à leur qualité mais est une option plus abordable que des concurrents tels que l'Audi RS6, la BMW M5 et la Mercedes E63 AMG,,.
La deuxième génération de berline, coupé et break CTS-V a été vendue jusqu'en 2014, en même temps que la berline standard de troisième génération, jusqu'à ce que la troisième génération de CTS-V soit prête. La voiture a été abandonnée et remplacée par la Cadillac CT5-V en 2019.

### CTS-V (2004-2007)
En 2004, Cadillac commercialise une version ultime pour sa grande berline pour concurrencer les A6/RS6 d'Audi, M5 de BMW ou encore AMG de Mercedes et la baptise "CTS-V". Elle est importée en Europe en 2006.
Équipée d'un V8 5,7 L de 406 ch (298 kW), puis d'un V8 6 litres de même puissance, elle peut atteindre 257 km/h et passer le 0 à 100 km/h en seulement 5 secondes.

#### Châssis

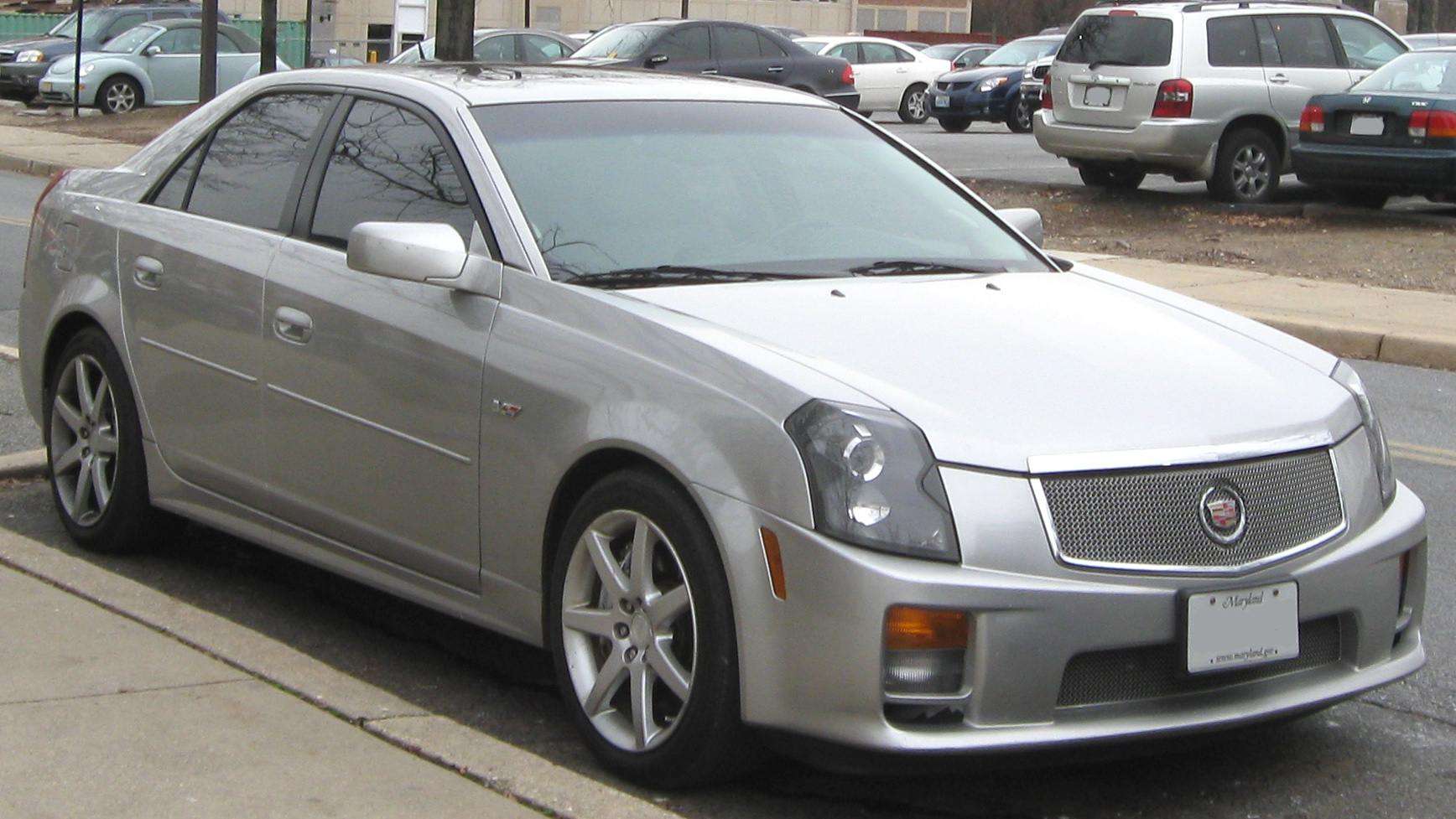
Cadillac CTS-V de première génération

La première génération de CTS-V est basée sur la même plateforme GM Sigma à propulsion arrière que le modèle de base CTS. L'utilisation d'un moteur V8 nécessitait un berceau moteur distinct du V6 du CTS de base. De plus grandes barres anti-roulis et de plus grands amortisseurs ont également été ajoutés. Le taux de ressort a été considérablement augmenté. La mise à jour de 2006-2007 comprenait également un différentiel arrière plus solide et un demi-arbre. Les traitements avant et arrière uniques comprenaient également des grilles en maille sur les ouvertures avant, une suspension prête pour la piste et des roues de 18 × 8,5 pouces à l'intérieur des pneus Goodyear Eagle F1 Supercar à affaissement limité P245/45R18 Z. Les freins étaient de 355 mm à l'avant, avec 365 mm à l'arrière - chacun avec des étriers Brembo à quatre pistons sur les roues avant et arrière. De plus, des badges GM ont été ajoutés sur les modèles de 2006. Pour les amateurs de performance, un ensemble de suspension haute performance (RPO FG2) était disponible en option installée par le concessionnaire.

#### Moteur
La berline CTS est améliorée avec des pièces de performance GM comme un moteur V8 LS de GM de la Chevrolet Corvette Z06 de génération C5, ainsi que les rapports de boîte de vitesses manuelle Tremec à six vitesses de la Corvette Z06. De 2004 à 2005, la CTS-V est venu avec le moteur OHV LS6 de 5,7 L produisant 406 ch (298 kW) à 6 000 tr/min et 536 N m de couple à 4 800 tr/min. La réduction de couple de 7 N m du CTS-V par rapport au LS6 utilisé dans la Z06 C5 était due au collecteur d'échappement qui devait être utilisé sur la CTS-V. De 2006 à 2007, le précédent moteur LS6 a été remplacé par le nouveau moteur 6,0 L OHV LS2 utilisé dans la Chevrolet Corvette de base de 2005. Le nouveau moteur LS2 a été évalué aux mêmes 406 ch (298 kW) à 6 000 tr/min avec le couple de pointe de 536 N m à 4 400 tr/min. Alors que les deux moteurs offrent les mêmes spécifications de chevaux et de couple, l'avantage du LS2 était une bande de couple plus large, en raison de la cylindrée plus élevée qu'il offrait.

#### Transmission
La seule transmission disponible était la boîte manuelle Tremec T56 à six rapports. La transmission a utilisé la fonction de saut de changement de vitesse pour économiser le carburant pendant les charges légères en empêchant les conducteurs d'utiliser les deuxième et troisième vitesses, et un volant à double masse pour réduire le "cliquetis" dans des conditions sans charge. L'essieu arrière était une unité IRS à glissement limité Getrag avec un rapport de 3,73: 1.

#### Performance
General Motors indique un temps de 0 à 97 km/h de 4,6 secondes pour la première génération de CTS-V, avec un quart de mile (402 m) estimé à 13,1 secondes à 175 km/h, pour atteindre une vitesse de pointe déclarée de 262 km/h. Les freins Brembo de 356 mm de diamètre peuvent ralentir le véhicule de 97 km/h sur 33,5 m. La première génération de CTS-V a également affiché un temps au tour de 8 minutes 19 secondes au célèbre Nürburgring Nordschleife en Allemagne, en concurrence avec des concurrents tels que la Mercedes-Benz E55 AMG, la BMW M5 et la Lexus IS-F.

### CTS-V (2008-2014)

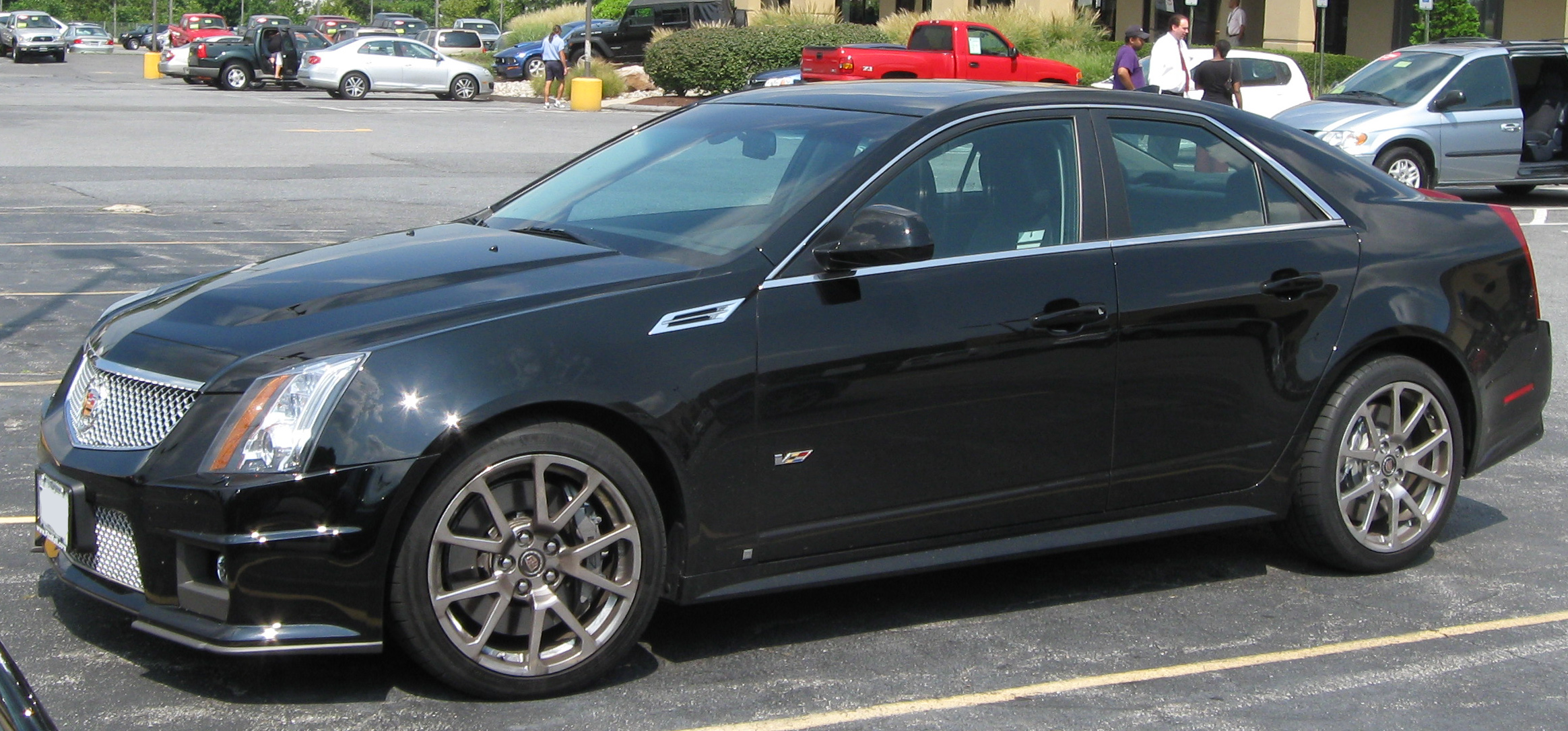
Cadillac CTS-V (deuxième génération)

La deuxième génération de CTS-V est basée sur la nouvelle plate-forme Sigma II de GM. La plate-forme à propulsion arrière est la base du modèle Cadillac CTS de base de 2008 à aujourd'hui, la CTS-V partageant l'essentiel du travail de carrosserie. La suspension est dotée de ressorts hélicoïdaux à l'avant et à l'arrière. La suspension avant est un agencement de bras de commande tandis que l'arrière est une suspension multibras indépendante. Pour améliorer la maniabilité et le confort, la CTS-V de 2009 utilise la technologie MagneRide du groupe BWI. Les amortisseurs, remplis de fluide magnétorhéologique, sont ajustés en fonction des lectures du capteur qui se produisent à intervalles. La berline est équipée de freins à disque aux quatre roues similaires à ceux de la première génération. Les freins avant ont été augmentés en taille à 370 mm avec des disques ventilés et étriers fixes Brembo à six pistons. Les freins arrière sont des rotors ventilés de 365 mm avec quatre étriers à piston. La direction est une crémaillère à assistance hydraulique à détection de vitesse. Le rapport de direction est de 16,1:1. Les dimensions des pneus sont 255 / 40ZR19 à l'avant et 285 / 35ZR19 à l'arrière sur des roues de 19x9 pouces à l'avant et à l'arrière.
La CTS-V de 2009 a été ajouté à la liste Car and Driver des 10 meilleures.

#### Moteur
Le moteur de la CTS-V de 2009 est un V8 LSA de 6,1 L suralimenté, basé sur le V8 LS9 de la Chevrolet Corvette C6 ZR1. Il produit 556 chevaux,. Le choix d'utiliser un agencement de moteur à poussoir (OHV) est unique sur le marché des berlines de luxe où les concurrents utilisent généralement des moteurs à double arbre à cames en tête (DOHC). Le moteur est produit dans l'usine d'assemblage de moteurs GM de Silao, Guanajuato, Mexique. Le moteur LSA a un alésage x course de 103,25x92 mm. Le bloc moteur est en alliage d'aluminium 319-T5 coulé avec des chemises de cylindre en fonte. Le vilebrequin est en acier forgé à l'aide de bielles en métal en poudre. Les pistons sont en alliage d'aluminium hypereutectique à haute teneur en silicium remplaçant l'aluminium forgé utilisé dans le moteur LS9. Le taux de compression est de 9,1:1. Les culasses sont basées sur la culasse du moteur LS3 de la Corvette et sont moulées en alliage d'aluminium de type 356-T6. Les collecteurs d'échappement sont en fonte. Le compresseur est une unité de type compresseur à vis à quatre lobes jumelée de 1,9 L. L'air d'admission est refroidi avec un refroidisseur intermédiaire eau-air intégré directement dans l'unité de suralimentation.

#### Transmissions
Il existe des choix de transmission manuelle et automatique. La manuelle est une transmission à six vitesses Tremec TR-6060 avec un levier de vitesses à courte course, un embrayage à double disque et un volant bimasse. L'automatique 6L90 est une boîte de vitesses automatique conventionnelle (à engrenages planétaires et convertisseur de couple) à six vitesses.

#### CTS-V berline
La production de la berline CTS-V a commencé à l'été 2008 dans l'usine GM de Lansing, au Michigan. La production totale de la CTS-V pour l'année modèle 2009 était d'environ 3 500 sur environ 59 716 modèles de CTS de production. La CTS-V de 2009 a un prix de base de 59 995 $ US et était disponible à l'achat depuis le 1er novembre 2008.
Les caractéristiques standard comprennent: des sièges en cuir, une jauge d'accélération latérale, des jantes en alliage d'aluminium de 19 pouces, des pneus Michelin Pilot Sport PS2, un disque dur intégré de 40 Go pour stocker la musique et des traceurs flash LED pour indiquer au conducteur quand changer de vitesse.
Les options comprennent des roues polies, un toit ouvrant, un système de navigation et, pour la première fois, Cadillac propose des sièges Recaro à haute performance réglables en 14 directions.
Le temps officiel du 0 à 97 km/h pour la CTS-V de deuxième génération est de 3,9 secondes, tandis que le quart de mile est parcouru en 12,0 secondes à 190 km/h. Ces chiffres ont été dupliqués par le magazine "Road and Track" (0-97 km/h en 3,9 secondes pour l'automatique et 4,1 secondes pour la manuelle).
Coïncidant avec la publication du plan de viabilité de General Motors, le constructeur automobile a dissous son équipe d'exploitation des véhicules haute performance, l'équipe responsable de la gamme V-Series de Cadilacs, de la Chevrolet Cobalt SS, du HHR SS et de la version V8 du Colorado. Selon Vince Muniga, un porte-parole de GM, «Tous les projets de haute performance sont suspendus pour une durée indéterminée. Les ingénieurs se déplacent dans différents domaines de l'organisation, et ils travailleront sur les Cadillac, Buick, Chevrolet et Pontiac.» Muniga a poursuivi en disant qu'il n'y avait pas de plans pour des versions hautes performances des plans à venir, mais une fois que GM sera dans une meilleure position financière, l'équipe pourrait être réintégrée.
Pour l'année modèle 2010, les badges GM près des portes ont été retirés, bien que les modèles précédents en aient encore.

#### CTS-V coupé

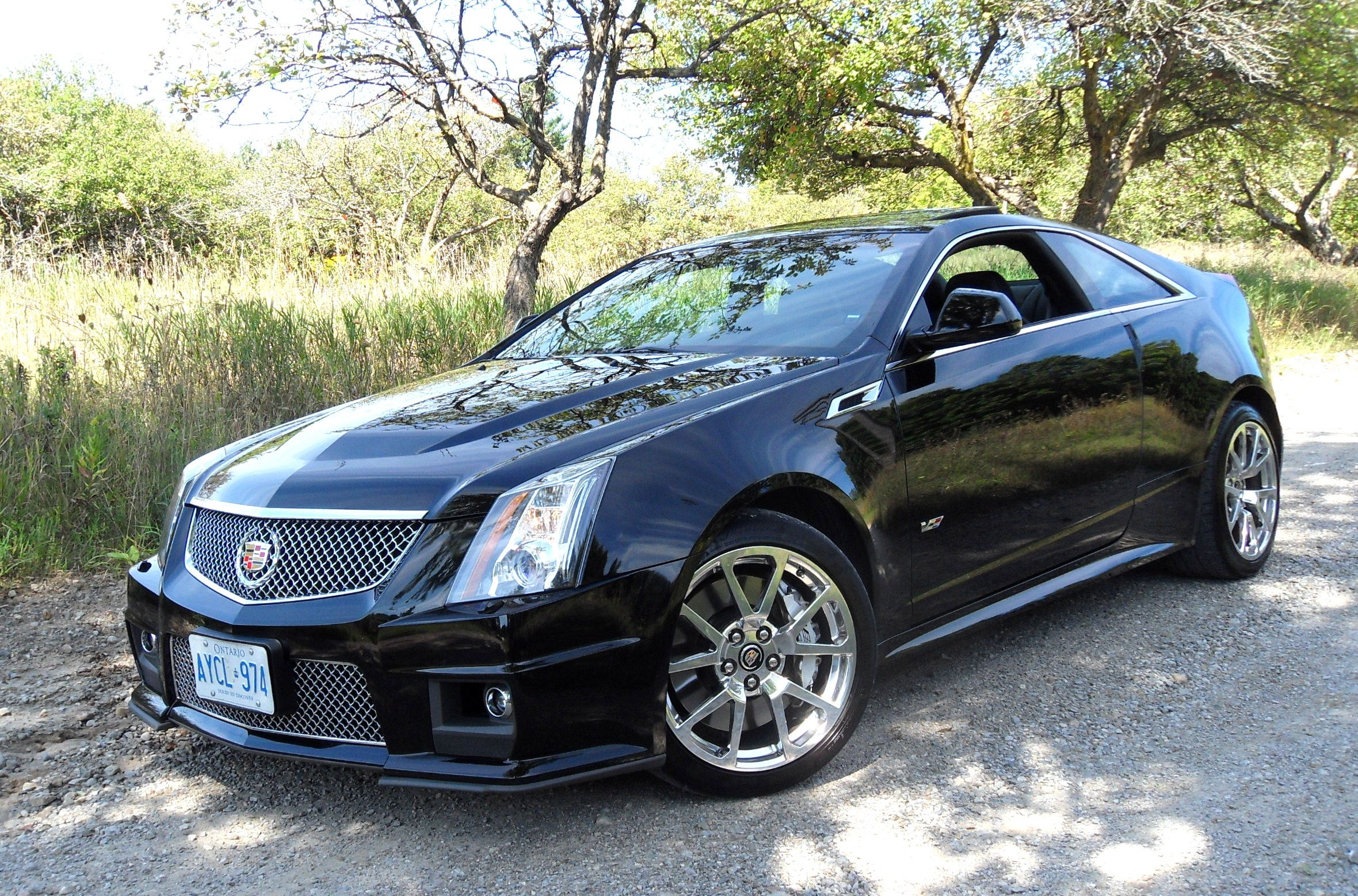
Cadillac CTS-V coupé

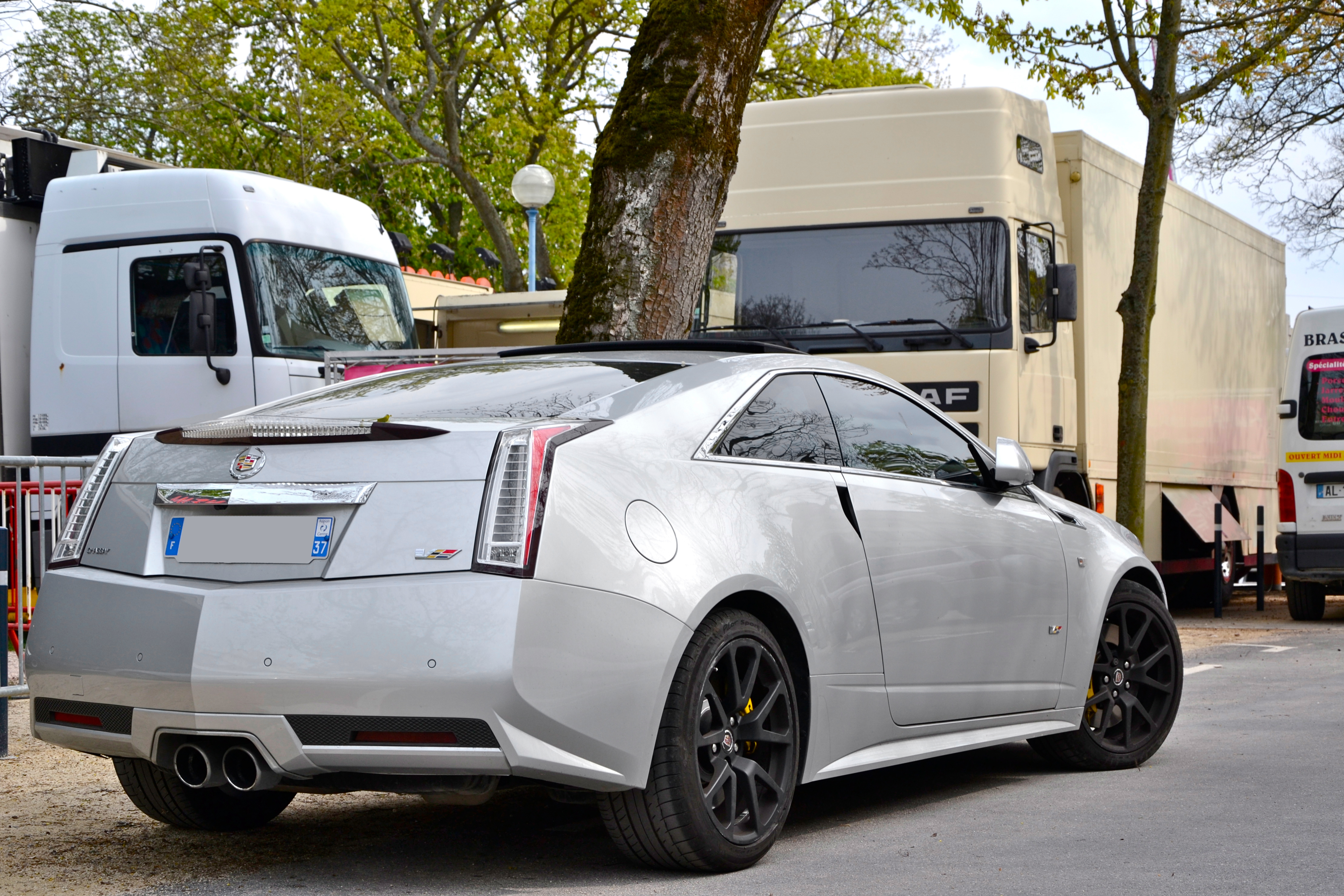
Cadillac CTS-V coupé

La CTS-V Coupé a fait ses débuts au Salon international de l'auto de l'Amérique du Nord 2010 à Detroit et est entrée en production à l'été 2010 en tant que modèle de 2011. Elle a le même moteur de 556 ch et choix de transmission que la berline CTS-V. Le coupé CTS-V comporte des doubles échappements centrés uniques, une calandre plus grande pour l'admission d'air et une couleur de garniture intérieure «safran» en option. Comme la berline CTS-V, elle est livrée de série avec des roues en aluminium de 19 pouces, des freins Brembo et un contrôle de conduite Megnetic.

#### CTS-V Sport Wagon

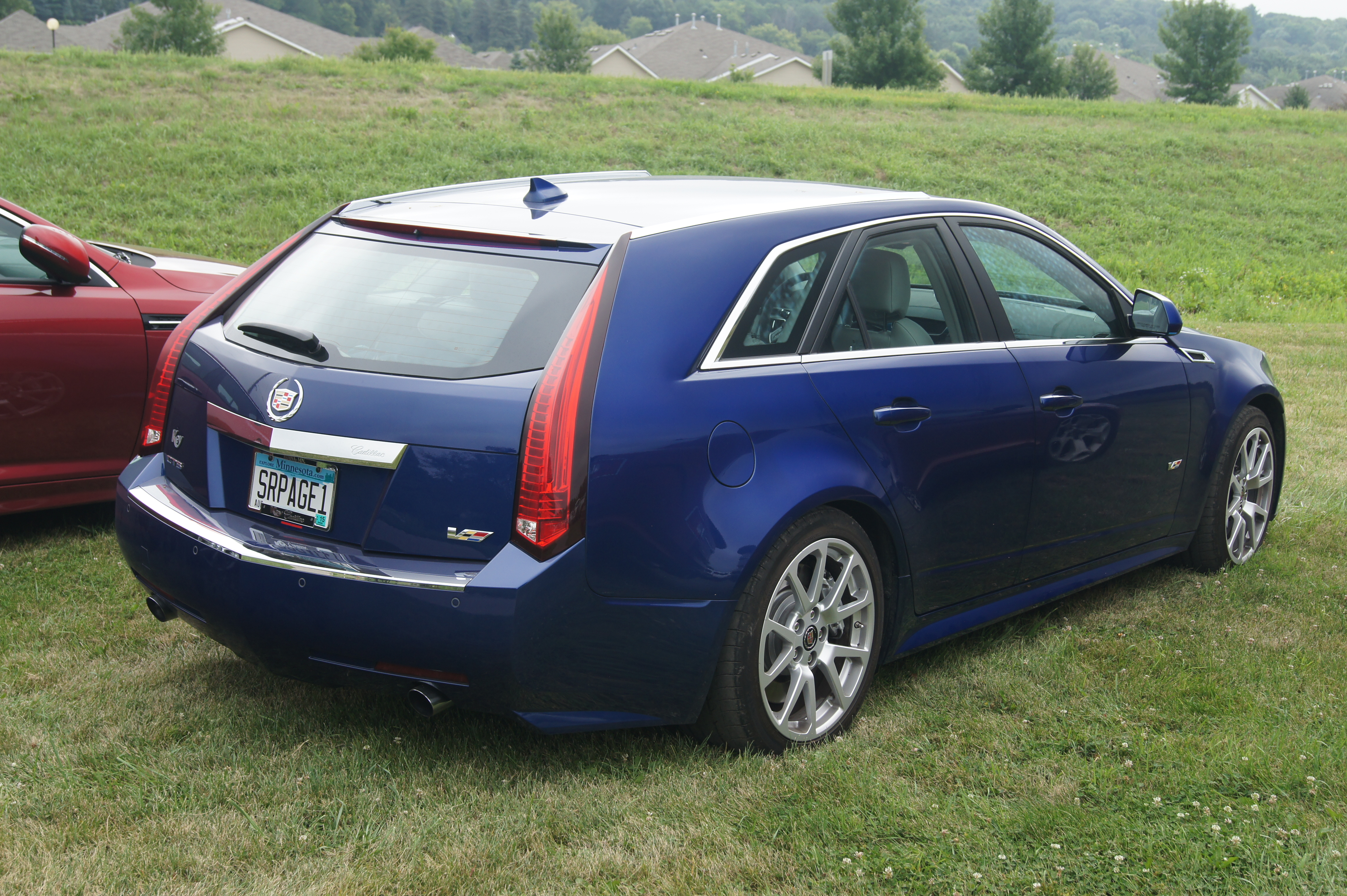
Cadillac CTS-V Sportwagon

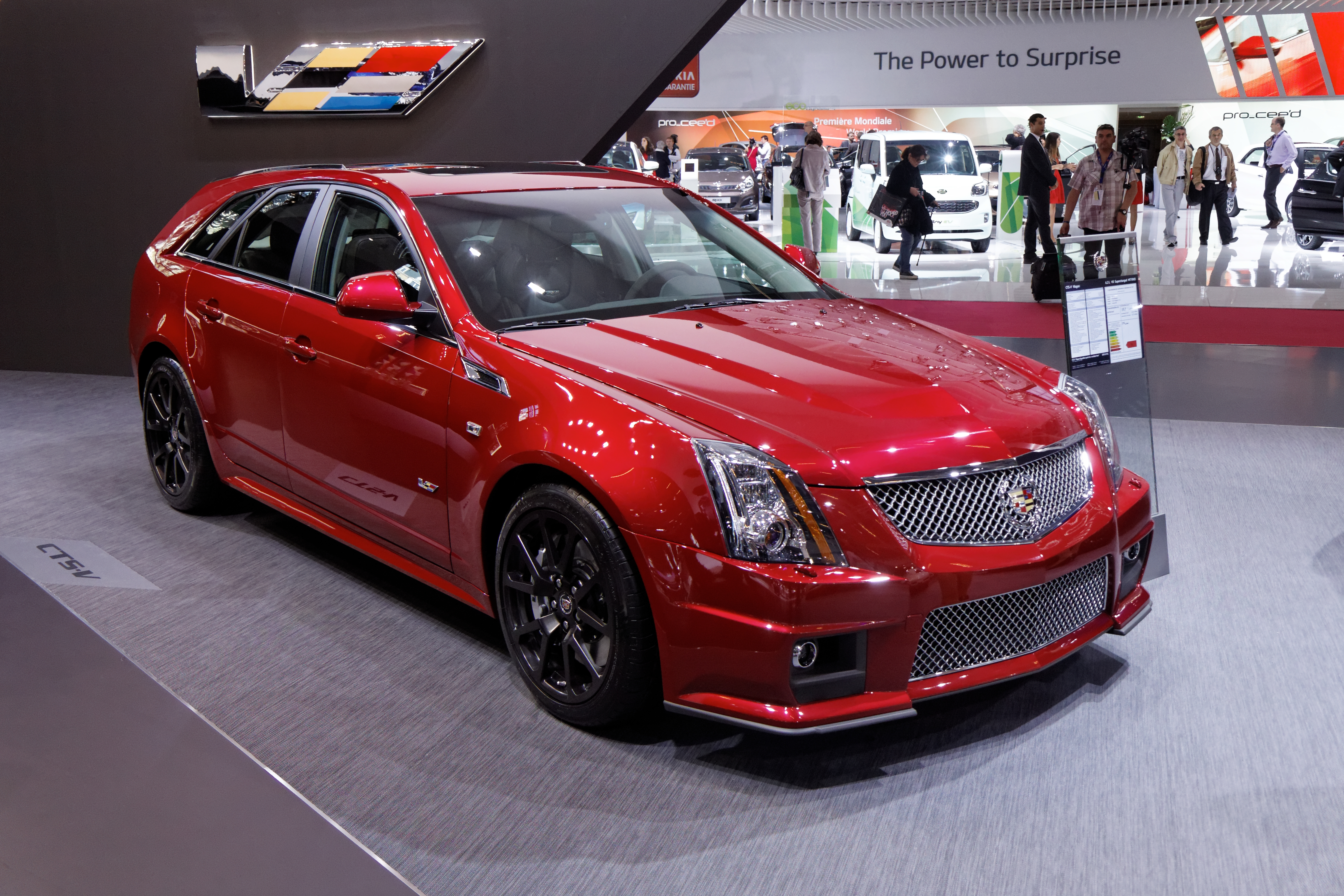
Cadillac CTS-V break au Mondial de l'automobile de Paris 2012

Interrogé en 2009 sur la possibilité d'un break CTS-V, le vice-président de GM de l'époque, Bob Lutz, a répondu: "... si une demande suffisante se matérialise, il n'y a aucune raison pour que nous ne puissions pas faire un break V-Series, et je ferais la queue pour un, juste devant vous". GM a décidé d'aller de l'avant en introduisant un style de carrosserie familiale 5 portes dans la gamme de véhicules CTS-V au Salon international de l'auto de New York le 29 mars 2010.
La familiale CTS-V partage le moteur de 556 ch et la transmission manuelle ou automatique à 6 vitesses, le contrôle magnétique, les freins Brembo, les roues en aluminium de 19 pouces et les pneus de performance et une calandre à double flux d'air également utilisée dans la berline et le coupé CTS-V. L'EPA des États-Unis classe le CTS-V Sport Wagon de 2014 comme le petit break le moins économe en carburant en vente aux États-Unis avec une consommation de carburant EPA en cycle mixte de 16,8 L/100/100 km.

#### Performance
General Motors indique un temps de 0 à 97 km/h de 3,9 secondes pour la berline CTS-V et de 4,0 secondes pour le coupé et la familiale CTS-V.
Le temps d'un quart de mile (402 m) serait de 11,97 secondes à 302,4 km/h avec 18 m en 1,76 secondes.
La berline CTS-V a réalisé un temps au tour de 7 min 59 s 32 au Nürburgring Nordschleife, qui était le temps le plus rapide documenté pour une berline de production sur des pneus d'usine, jusqu'à ce que la Porsche Panamera Turbo a chronométré un temps de 7 min 56 s en juillet 2009,. Le véhicule a été conduit par John Heinricy lors de la tentative.
Le véhicule record a été vendu en 2009 lors de la vente aux enchères Barrett-Jackson Palm Beach.

### CTS-V (2016-2019)

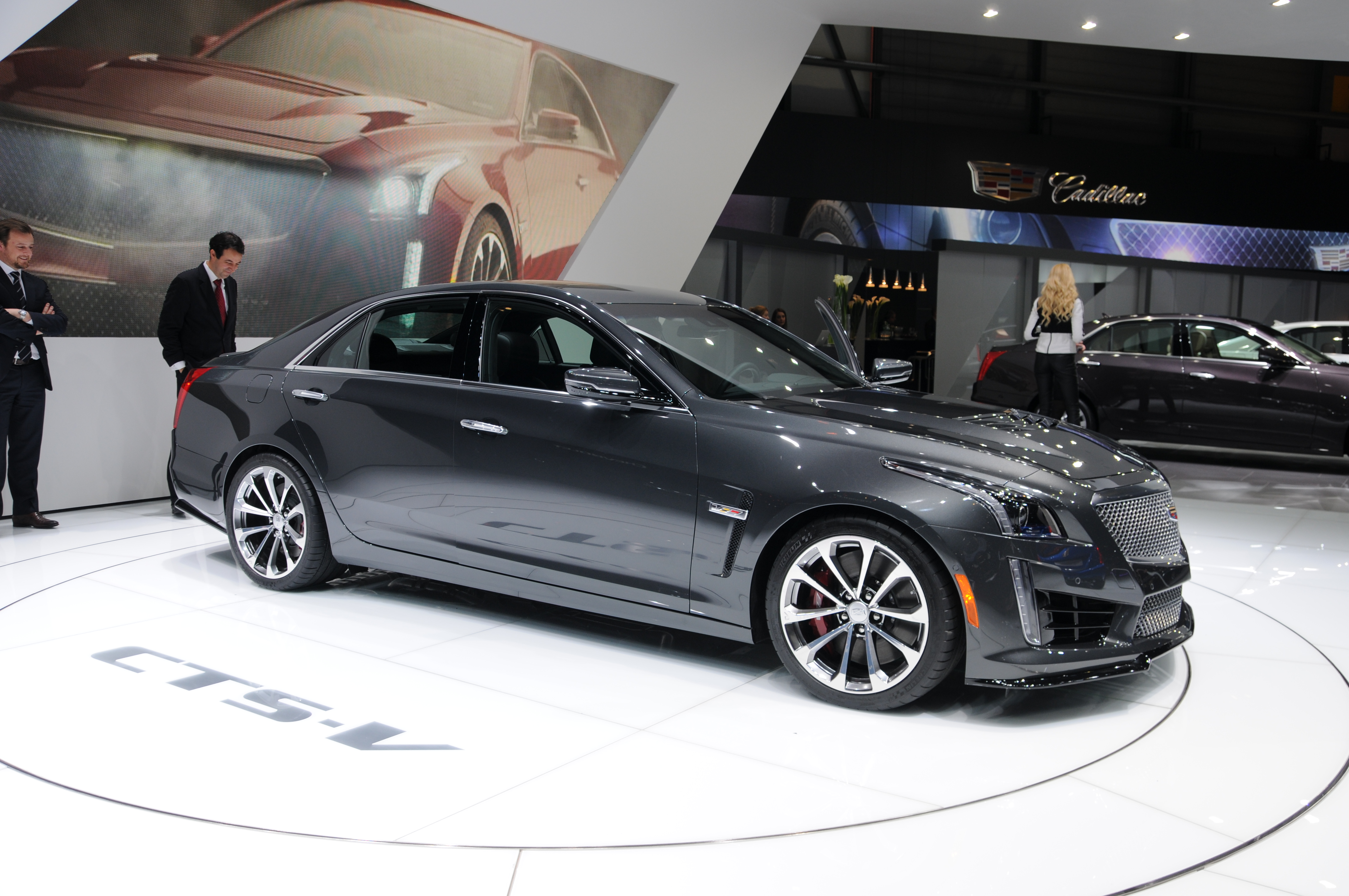
Cadillac CTS-V (troisième génération)

La troisième génération de CTS-V comprend un 6,2 L; 6 162 cm3 649 ch (477 kW) à 6 400 tr/min et 854 N m de couple à 3 600 tr/min. La troisième génération de CTS-V est parfois appelée Corvette à quatre portes, en raison de son V8 suralimenté de la Corvette C7 Z06 avec 10 chevaux de moins et une vitesse de pointe de 322 km/h. Elle pèse 1 880 kg. Le nouveau modèle Cadillac CTS-V de 2016 équipé d'une transmission automatique à 8 vitesses a été testé sur route avec un meilleur temps de test de 0 à 97 km/h de 3,6 secondes.

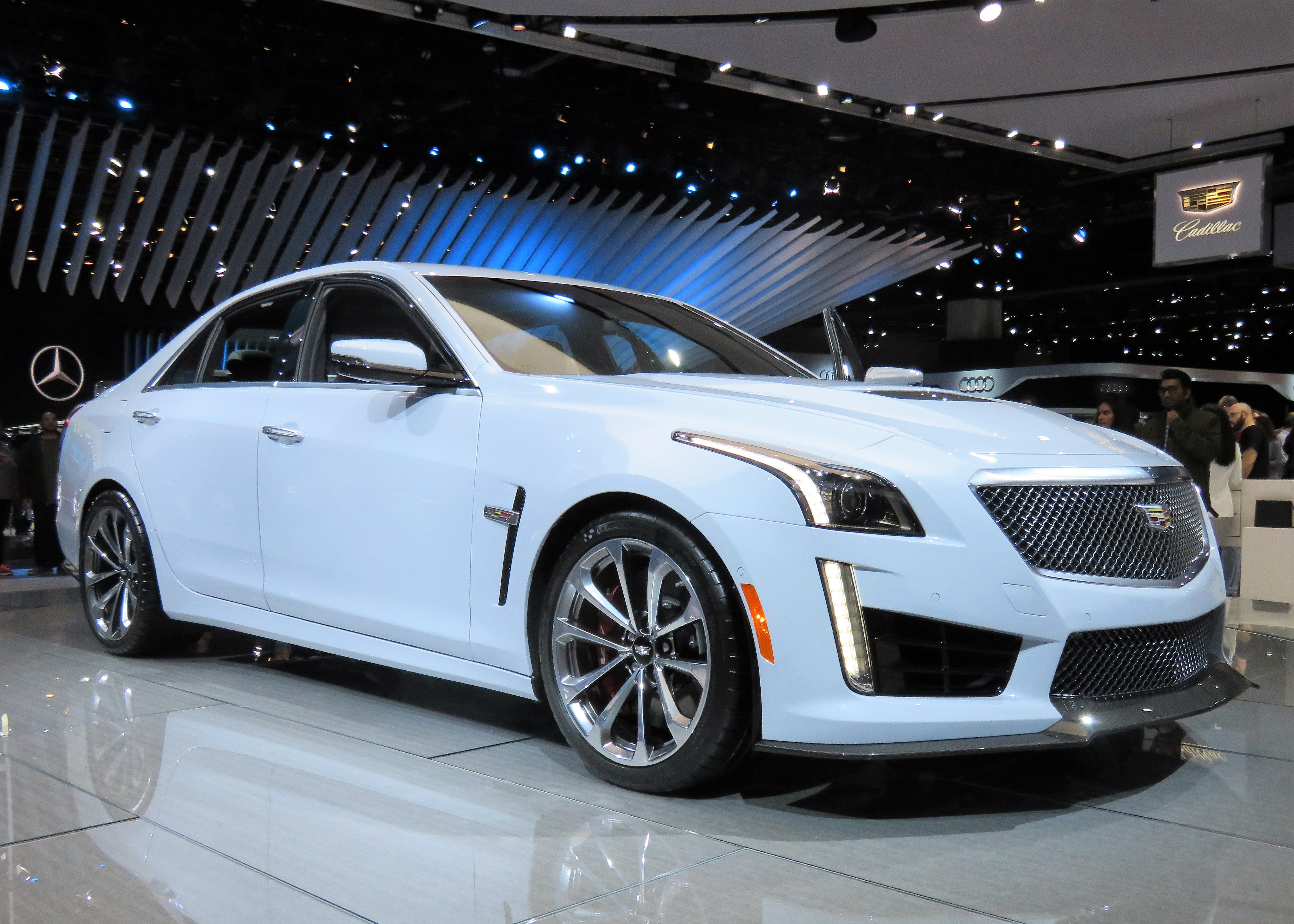
Cadillac CTS-V Glacier Metallic Edition au Salon international de l'automobile d'Amérique du Nord

Les CTS et CTS-V ont été supprimés après l'année modèle 2019; un nouveau modèle, la CT5, construit sur la plate-forme Alpha 2, devait remplacer la CTS, et inclurait une CT5 V-Series. Fin de la production début 2019.

### Sports motorisés
La CTS-V a couru dans la série SCCA World Challenge. La berline CTS-V de première génération a concouru de 2004 à 2007, remportant le championnat du constructeur en 2005 et 2007,. À partir de 2011, la deuxième génération de V a concouru en tant que coupé, remportant les championnats consécutifs des constructeurs Cadillac en 2012 et 2013,. La voiture de course coupé de 2011 est construite par Pratt & Miller. Pour la saison 2015, la CTS-V a été remplacée par la Cadillac ATS-V.

### Véhicules produits
| Année modèle 1re génération | Ventes totales aux États-Unis |
| --------------------------- | ----------------------------- |
| 2004                        | 2 461                         |
| 2005                        | 3 508                         |
| 2006                        | 3 052                         |
| 2007                        | 1 176                         |
| Total                       | 10 197                        |

| Année modèle 2e génération | Berline | Coupé | Break | Total  |
| -------------------------- | ------- | ----- | ----- | ------ |
| 2009                       | 3 035   | n/a   | n/a   | 3 035  |
| 2010                       | 1 745   | 1     | n/a   | 1 746  |
| 2011                       | 1 000   | 3 224 | 395   | 4 619  |
| 2012                       | 2 012   | 2 286 | 575   | 4 873  |
| 2013                       | 1 133   | 1 519 | 416   | 3 068  |
| 2014                       | 362     | 998   | 753   | 2 113  |
| Total                      | 9 287   | 8 028 | 2 139 | 19 454 |

| Année modèle 3e génération | Berline |
| -------------------------- | ------- |
| 2016                       | 1 887   |
| 2017                       | 1 519   |
| 2018                       | 1 297   |
| Total                      | 4 703   |

## Ventes

### États-Unis
Ventes totales combinées de tous les modèles Cadillac CTS par année.
| Année civile | États-Unis | Canada | Monde  | Trans manuel |
| ------------ | ---------- | ------ | ------ | ------------ |
| 2002         | 37 976     |        |        |              |
| 2003         | 49 392     |        |        | 3 119 (M35)  |
| 2004         | 57 211     |        |        |              |
| 2005         | 61 512     |        |        |              |
| 2006         | 54 846     |        |        |              |
| 2007         | 57 029     |        |        |              |
| 2008         | 58 774     |        |        |              |
| 2009         | 38 817     |        |        |              |
| 2010         | 45 656     |        |        |              |
| 2011         | 55 042     |        |        |              |
| 2012         | 46 979     |        |        |              |
| 2013         | 32 343     |        |        |              |
| 2014         | 31 115     | 1 076  | 34 230 |              |
| 2015         | 19 485     | 921    | 23 167 |              |
| 2016         | 15 911     |        |        |              |
| 2017         | 10 344     |        |        |              |
| 2018         | 11 219     |        |        |              |

France
| Année  | 2002 | 2003 | 2004 | 2005 | 2006 | 2007 | 2008 | 2009 | 2010 | 2011 | 2012 | 2013 | 2014 | 2015 | 2016 | 2017* | 2018 | 2019 | Total |
| Ventes | nc   | 44   | 71   | 31   | 11   | 10   | 29   | 4    | 9    | 6    | 6    | 6    | 7    | 1    | 7    | 4     | 1    | 0    | 247   |

## Films et jeux vidéo

### Films
- Matrix Reloaded
- How It Ends

### Jeux vidéo
- Grand Theft Auto IV : voiture civil et de police.
- Driver : San Francisco (modèle CTS-V)